# Psychomyiellodes spinifer
Psychomyiellodes spinifer är en nattsländeart som beskrevs av Jacquemart och Statzner 1981. Psychomyiellodes spinifer ingår i släktet Psychomyiellodes och familjen trattnattsländor. Inga underarter finns listade i Catalogue of Life.